# Мартинес Гонсалес, Хосе
Хосе́ Марти́нес Гонса́лес (исп. José Martínez González; 28 апреля 1953, Мехико — 14 февраля 1981) — мексиканский футболист, нападающий и полузащитник, проведший всю свою карьеру в составе «Гвадалахары». Погиб в результате автомобильной аварии. Его номер 22 изъят из обращения «Гвадалахарой» и используется только в крайних случаях, когда по регламенту турниров не допускается пропуск номеров в официальных заявках.

## Биография
Хосе Мартинес Гонсалес родился в густонаселённом муниципалитете Санта-Крус-дель-Астильеро, который входит в округ Эль-Ареналь (штат Халиско). Он был одним из 11 братьев, но только Хосе заинтересовался футболом и в возрасте 7 лет стал играть за команду родной школы. Когда Хосе было 14 лет, его семья получила разрешение на переезд в Гвадалахару, столицу штата.
При тренере Сальвадоре Валенсии Пепе стал игроком молодёжного состава «Гвадалахары». Он был включён в заявку основного состава клуба, хотя в чемпионском сезоне 1969/70 он на поле не появлялся. Его дебют за основу состоялся 14 февраля 1971 года в Торреоне против местного «Сантоса Лагуны» (победа «Козлов» 1:0). Тренер команды Хавьер де ла Торре был впечатлён выступлением Пепе и впоследствии игрок стал одним из лидеров команды. За несколько сезонов Мартинес пробовался на нескольких позициях — от нападающего до полузащитника.
В сезоне 1972/73 перуанский тренер Вальтер Орменьо перевёл Пепе на позицию опорного полузащитника, посчитав, что для игрока это будет наиболее подходящее место, где тот сможет лучше реализовать свои игровые качества. В сезоне 1975/76 Орасио Троче также использовал Пепе на этой позиции. В 1970-е годы «Гвадалахара» переживала не лучшие времена и так не сумела выиграть ни одного трофея.
За несколько недель до смерти «Гвадалахара» провела в Буэнос-Айресе товарищеский матч с «Архентинос Хуниорс». Игра Мартинеса настолько впечатлила аргентинскую публику (даже несмотря на присутствие в составе хозяев Диего Марадоны), что президент «Боки Хуниорс» решил пригласить в свою команду Пепе. Мартинес уже дал предварительное согласие на переход.
14 февраля 1981 года команда возвращалась на автобусе из Пуэблы, куда они ездили на игру против местного клуба. В автобус врезался грузовик, что стоило жизни Мартинесу. Поклонники «Гвадалахары» всю ночь дежурили возле местечка Рисо, охраняя тело Пепе. Затем его перевезли в Гвадалахару, а позже и в Санта-Крус, где, по-желанию родителей и братьев, он и был похоронен.
«Гвадалахара», отдавая дань памяти Мартинесу, навсегда изъяла из обращения 22-й номер. Клуб использует его только в случае, если по регламенту того или иного турнира (например, Кубка Либертадорес), в заявке должны использоваться все номера — от первого до 23-го и далее.

## Титулы и достижения
- Чемпион Мексики (1): 1969/70